# Copa Naciones
La Copa Naciones (también llamada Copa Los Angeles Naciones y Copa Camel Naciones) fue un torneo mixto entre selecciones y clubes de fútbol organizado y patrocinado por la marca de cigarrillos Camel. Tuvo un total de 6 ediciones entre los años 1983 y 1991. Todas se desarrollaron en los Estados Unidos. Los equipos participantes eran seleccionados por invitación. El formato de juego varió entre un cuadrangular entre todos los participantes y un torneo de eliminación directa según la edición. En principio se disputaba cada tres años pero luego se convirtió en un torneo anual.

## Resultados
| Año  | Sede           | Campeón     | Subcampeón  |
| ---- | -------------- | ----------- | ----------- |
| 1983 | Estados Unidos | América     | El Salvador |
| 1985 | Estados Unidos | Corinthians | México      |
| 1988 | Estados Unidos | Brasil      | América     |
| 1989 | Estados Unidos | Puebla      | Cruz Azul   |
| 1990 | Estados Unidos | Colonia     | México      |
| 1991 | Estados Unidos | Cruz Azul   | Honduras    |

## Títulos por equipo
| Equipo       | Títulos | Subtítulos | Años campeón | Años subcampeón |
| ------------ | ------- | ---------- | ------------ | --------------- |
| Club América | 1       | 1          | 1983         | 1988            |
| Cruz Azul    | 1       | 1          | 1991         | 1989            |
| Corinthians  | 1       | 0          | 1985         | -               |
| Brasil       | 1       | 0          | 1988         | -               |
| Puebla       | 1       | 0          | 1989         | -               |
| Colonia      | 1       | 0          | 1990         | -               |
| México       | 0       | 2          | -            | 1985, 1990      |
| El Salvador  | 0       | 1          | -            | 1983            |
| Honduras     | 0       | 1          | -            | 1991            |